# ФК Ренова
ФК „Ренова“ (на македонска литературна норма: ФК Ренова) е футболен клуб от село Джепчище, Северна Македония.
Играе домакинските си срещи на градския стадион в Тетово със синьо-бели екипи.

## История
ФК Ренова е основан през 2003 г., но води началото си като футболната школа създадена през 2000 г. В резултат на успешната работа през 2003 г., хората на Джепчище започват да инвестират в клуба. Оттогава футболната школа е прекръстена на Ренова, а фирма производител от Джепчище става инвеститор в клуба. Следва сливане на Ренова с „Шкумбини Тетово“ и участие в трета македонска футболна лига.
В първия сезон на клуба, той завършва на първо място. За да се спечели промоция във втора лига, Ренова играе с Вардар от Неготино. Ренова печели този мач чрез дузпи. През сезон 2004/05, отбора печели промоция за първа лига.
През сезон 2009/10, Ренова печели титлата в Първа лига, като става най-младият македонски клуб, който го прави. Две години по-късно спечелва и първата си купа, побеждавайки Работнички с 3:1 на финала.

## Отличия
Първа лига:
- Победител (1): 2009/10

 Купа на Македония:
- Носител (1): 2012

## Участия в ЕКТ
| Сезон   | Турнир          | Кръг       |  | Отбор            | Резултат     |  |
| ------- | --------------- | ---------- |  | ---------------- | ------------ |  |
| 2008    | Интертото       | 1 кръг     |  | ХНК Риека        | 0:0, 2:0     |  |
|         |                 | 2 кръг     |  | Бней Сахнин      | 1:2, 0:1     |  |
| 2009/10 | Лига Европа     | 1 кв. кръг |  | Динамо (Минск)   | 1:2, 1:1     |  |
| 2010/11 | Шампионска лига | 2 кв. кръг |  | Омония (Никозия) | 0:3, 0:2     |  |
| 2011/12 | Лига Европа     | 1 кв. кръг |  | Гленторан        | 2:1, 1:2 (д) |  |
| 2012/13 | Лига Европа     | 1 кв. кръг |  | АК Либертас      | 4:0, 4:0     |  |
|         |                 | 2 кв. кръг |  | Гомел            | 0:2, 1:0     |  |
| 2015/16 | Лига Европа     | 1 кв. кръг |  | Дачия Кишинев    | 0:1, 1:4     |  |

## Съперничества
ФК Ренова е създаден от албанци от село Джепчище. Въпреки това, клубът е мултиетнически и в него играят както албанци, така и македонци. Основният съперник на клуба е Шкендия Тетово, клуб подкрепян от албанци, както и ФК Тетекс, чиито фенове са македонски.